# Pierre Langlois (militaire)
Pour les articles homonymes, voir Pierre Langlois et Langlois.
Pierre Langlois, né le 16 mars 1917 à Barreda en Espagne, et mort le 15 mai 2013  à Saint-Sulpice-sur-Risle (Orne) est un militaire français, Compagnon de la Libération par décret du 23 juin 1941.

## Biographie

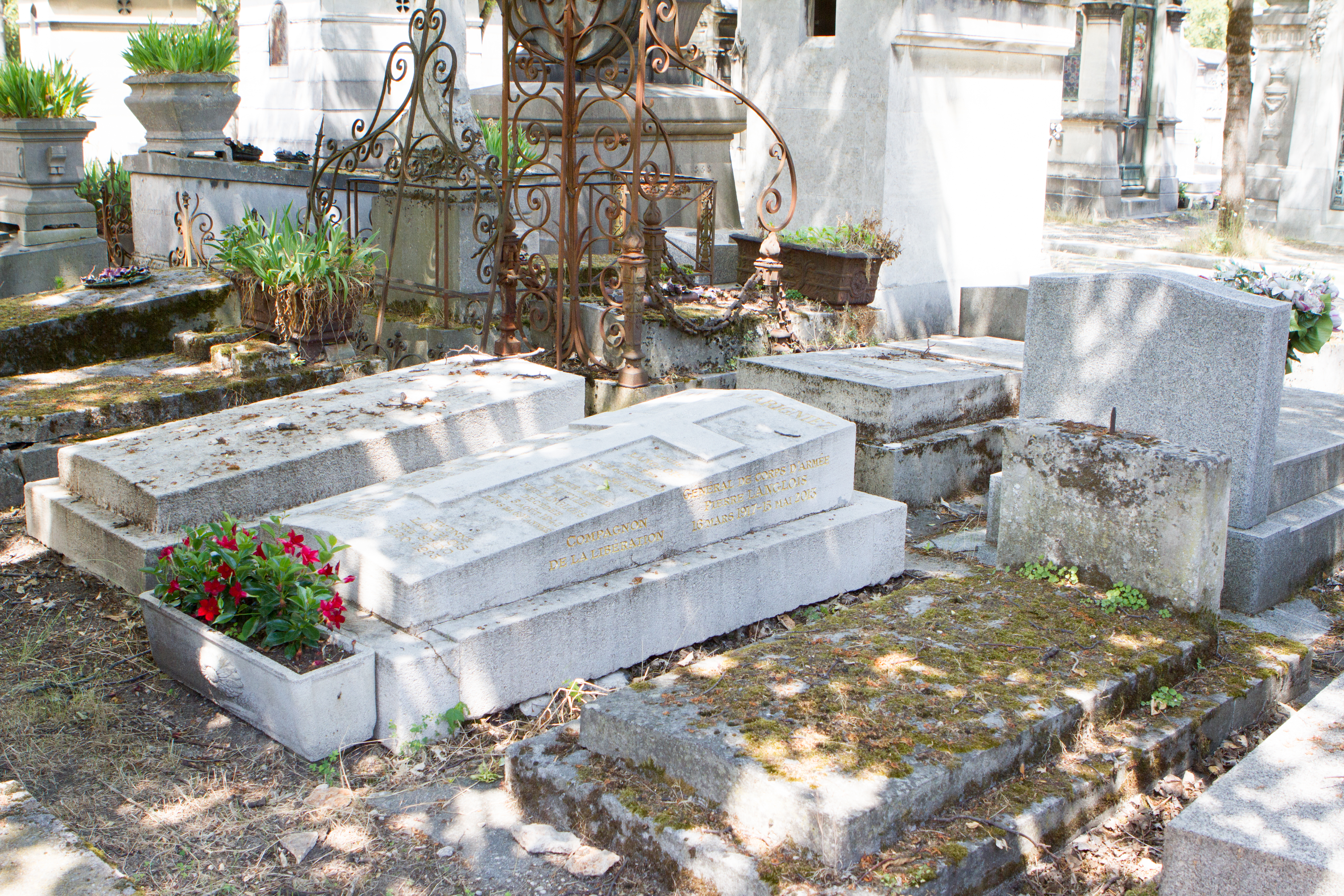
Sépulture au cimetière du Père-Lachaise.

Il est enterré au cimetière du Père-Lachaise (42e division).

## Décorations
- Grand-croix de la Légion d'honneur
- Compagnon de la Libération par décret du 23 juin 1941
- Croix de guerre 1939–1945 (7 citations)
- Croix de guerre des Théâtres d'opérations extérieurs
- Croix de la Valeur militaire (3 citations)
- Médaille de la Résistance française, avec rosette
- Médaille coloniale avec agrafes Érythrée, Libye-Tunisie 1942-1943, Extrême-Orient
- Croix du combattant
- Croix du combattant volontaire de la guerre de 1939–1945
- Médaille commémorative française de la guerre 1939–1945
- Médaille commémorative des services volontaires dans la France libre
- Médaille commémorative des opérations de sécurité et de maintien de l'ordre
- Insigne des blessés militaires
- Silver Star Medal
- Commandeur de l'ordre du Nichan Iftikhar
- Médaille commémorative de Norvège